# Mike Minogue (Politiker)
Michael John „Mike“ Minogue QSO (* 20. Oktober 1923; † 27. November 2008 in Hamilton) war ein neuseeländischer Politiker und gehörte der New Zealand National Party an.
Minogue besuchte die Timaru Boys’ High School in Timaru, das St. Patrick’s College in Silverstream und die Victoria University in Wellington. Danach arbeitete er als Rechtsanwalt und Schullehrer, bevor er sich der Kommunalpolitik zuwandte. Von 1968 bis 1976 war er Bürgermeister der Stadt Hamilton. Bei den Parlamentswahlen 1975 trat er für die New Zealand National Party gegen Dorothy Jelicich (1928–2015), Mitglied der  New Zealand Labour Party, an und erreichte 48,5 % der Wählerstimmen in seinem Wahlbezirk Hamilton West. Er gehörte als Abgeordneter von 1976 bis 1984 für die 38. bis 40. Legislaturperiode dem Repräsentantenhaus von Neuseeland an. 1984 unterlag er dem Kandidaten der Labour Party Trevor Mallard, der 809 Wählerstimmen mehr erhielt.
1990 wurde er zum Companion of the Queen’s Service Order für seine Verdienste ernannt.
Minogue war verwitwet und hatte drei Kinder sowie fünf Enkelkinder, er starb im Alter von 85 Jahren im Braemar Hospital in Hamilton. In den Nachrufen der Waikato Times wird er beschrieben als „liberales Feigenblatt“ der National Party, mit dessen Vorsitzenden Robert Muldoon er oft nicht übereinstimmte. Seine pointierten und farbigen Reden wurden als „Minologues“ bekannt.